# 后长川站
后长川站是位于甘肃省白银市王岘乡的一个铁路车站，邮政编码730901。车站建于1956年，有包兰铁路经过该站，现不办理客货运业务，车站及其上下行区间均为电气化区段。车站距离包头站899公里，隶属兰州铁路局，是五等站。